# Eric Griffin (cestista)
Eric Londery Griffin (Orlando, 26 maggio 1990) è un cestista statunitense, di ruolo ala.

## Carriera
Il 3 luglio 2017 firma un contratto annuale con la Pallacanestro Cantù contratto dal quale però esce dopo sole due settimane per firmare in NBA con gli Utah Jazz.
Il 21 dicembre 2017, dopo 19 partite giocate con la maglia dei Salt Lake City Stars, Griffin viene tagliato per liberare spazio ad Erik McCree, anch'egli firmato con un two-way contract.
Il 23 luglio 2018, Griffin firma un annuale con la Pallacanestro Reggiana, venendo però tagliato il 13 dicembre.
Il 1º gennaio 2019, Griffin firma con lo Zielona Góra, venendo però tagliato dopo solo due partite a causa dello scarso rendimento.

## Palmarès
- All-NBDL Third Team (2015)
- All-NBDL All-Defensive Second Team (2015)